# Пельтцер Іван Романович
Іван Романович Пельтцер (рос. Иван Романович Пельтцер, Іоганн Робертович Пельтцер. 9 листопада 1871 — 30 березня 1959, Москва, Російська РФСР) — російський актор. Заслужений артист Росії (1925). Працював у театрах Москви, в Театрі-студії кіноактора.

## З життєпису
Німець, предки якого переселилися з Німеччини до Росії за часів Івана Грозного. Вони були кравцями, шили шуби — «пельтци», звідси і пішло прізвище. Аж до серпня 1914 року, поки не почалася Перша світова війна, в сім'ї говорили виключно німецькою. Втім, все життя себе називав Іваном Романовичем. Дружина — єврейка, дочка головного рабина з Києва.
Батько актриси Тетяни Пельтцер
Знявся в українських фільмах: «Велике життя» (1939, Козодоєв), «Дочка моряка» (1941, капітан Петро Федорович), «Нерозлучні друзі» (1953, старший рибалка), «Одного чудового дня» (1956, дід Хома).

## Фільмографія
- 1936 — «Остання ніч» — Єгор Захаркін
- 1938 — «Честь» — машиніст Костров
- 1939 — «Вогняні роки» — дід Яухім
- 1939 — «Степан Разін» — дід Тарас
- 1940 — «Ціна життя» — лікар Ястребов